# 야마노쿠치정
야마노쿠치정(山之口町)은 미야자키현 중앙부에 있던 정으로, 기타모로카타군에 속했다. 
2006년 1월 1월,  미야코노조시·야마노쿠치정·다카조정·야마다정·다카사키정이 합병(신설 합병)해 새롭게 미야코노조시가 되어 자치체로서는 소멸하였다.

## 역사
- 2006년 1월 1월,  미야코노조시·야마노쿠치정·다카조정·야마다정과 합병해 새롭게 미야코노조시가 되었다.

## 교통

### 철도
- 규슈 여객철도
  - 깃토 선

### 도로
- 미야자키 자동차도
- 국도 269호선